# Phim truyện truyền hình Việt Nam

Hình hiệu chương trình Phim truyện Việt Nam của đài VTV (2016-2021)

Phim truyện truyền hình Việt Nam hay phim bộ Việt Nam là một thể loại truyền hình tiếng Việt được sản xuất và phát sóng chủ yếu tại Việt Nam, hình thành từ thập niên 1980. Thông thường, các bộ phim truyện nội địa được phát sóng trong khung giờ 19:00 đến 22:00 tối hoặc từ 13:00 chiều. Những bộ phim này có cấu trúc hoàn chỉnh và kéo dài khoảng 30–45 phút cho mỗi tập. Với bộ phim truyền hình đầu tiên là Người thành phố, phim truyện Việt Nam đã phát triển thành đa dạng các thể loại khác nhau và được phổ biến với người xem trong nước qua nhiều tác phẩm nổi bật. Trung tâm Phim truyền hình Việt Nam (VFC) được coi là một trong những đơn vị sản xuất phim truyền hình lớn nhất hiện nay.

## Lịch sử
Năm 1980, Công ty Nghe nhìn Việt Nam (tiền thân của Trung tâm Phim truyền hình Việt Nam) được thành lập và đi vào hoạt động. Bộ phim truyện đầu tiên của truyền hình Việt Nam khi ấy là Người thành phố phát sóng lần đầu vào năm 1983, do Khải Hưng làm đạo diễn. Thời điểm này, Đài Truyền hình Việt Nam (VTV) chỉ thí điểm sản xuất thử nghiệm phát sóng 1 tập phim/năm do sự thiếu thốn trong kỹ thuật và nhân lực. Năm 1983, phim Đứa con tôi chuyển thể từ vở kịch cùng tên đã đoạt Huy chương Vàng tại Liên hoan truyền hình toàn quốc lần thứ 6. Việc sản xuất và phát sóng bộ phim Mặt trời bé con vào năm 1989 cũng được coi là một dấu mốc chất lượng và cho ra đời khái niệm "phim truyện làm bằng chất liệu băng từ". Đến năm 1993, bộ phim Lời nguyền của dòng sông đã đoạt giải Vàng Liên hoan phim truyền hình quốc tế Brussels, thành công thu hút được sự chú ý về loại hình làm phim được cho là mới tại thời điểm đó.
Năm 1994, chương trình Văn nghệ Chủ Nhật được ra mắt, đánh dấu cho nguồn gốc của khái niệm "phim truyền hình" tại Việt Nam với bộ phim đầu tiên phát sóng trong khung giờ là Mẹ chồng tôi, dài 2 tập. Việc thành lập Hãng phim Truyền hình Thành phố Hồ Chí Minh sản xuất những bộ phim được nhiều người xem cũng khiến cho khái niệm "phim truyền hình" phổ biến rộng rãi hơn. Năm 1996, bộ phim dài tập đầu tiên Người đẹp Tây Đô đã được phát sóng và sau đó là phim truyện truyền hình áp dụng kỹ thuật thu tiếng trực tiếp Gió qua miền tối sáng với độ dài 30 tập, cùng với sự ra đời của loạt phim Cảnh sát hình sự trên sóng VTV vào năm 1999.
Trong những năm 2000, nhiều hãng phim tư nhân đã bắt đầu tham gia vào thị trường phim truyện truyền hình. Năm 2004, bộ phim hợp tác đầu tiên giữa hai nước Việt-Thái Tình xa được phát sóng. Năm 2005, bộ phim hài tình huống Lẵng hoa tình yêu do Đài Truyền hình Thành phố Hồ Chí Minh (HTV) hợp tác sản xuất với công ty FNC, Hàn Quốc đã ra mắt khán giả, cùng thời điểm với Vòng xoáy tình yêu – tác phẩm giờ vàng đầu tiên phát sóng trong chương trình Phim Việt cuối tuần của HTV và gây "sốt" một thời gian dài. Năm 2007, VTV mở màn khung giờ vàng chính thức dành cho phim Việt với bộ phim Đột kích lên sóng tháng 9 cùng năm.
Từ đầu thập niên 2010, những quy định mới về thời lượng phát sóng phim Việt trên truyền hình theo Luật Điện ảnh đã thu hút sự chú ý từ các nhà sản xuất và tham gia đầu tư. Tuy nhiên, điều này về sau gây ra nhiều tranh cãi khi các bộ phim truyện phát sóng trong giai đoạn này đều bị chỉ trích về chất lượng nội dung và những lùm xùm xoay quanh, mà đỉnh điểm là phim Anh chàng vượt thời gian phát sóng trên kênh VTV3 đã phải dừng ở phần 1 do những khó khăn trong nguồn lực bên phía sản xuất và chất lượng không được đảm bảo. Các năm từ 2011 đến 2013 được đánh giá là "giai đoạn xuống dốc" của phim truyền hình Việt. Từ năm 2014, hai phần phim Tuổi thanh xuân do VFC hợp tác sản xuất với CJ E&M Pictures cùng phiên bản Việt hóa từ bộ phim Israel cùng tên Người phán xử được cho là đã "vực dậy" sự quan tâm của khán giả đối với phim truyện trong nước. Năm 2019, bộ phim Về nhà đi con nhanh chóng thu hút lượng lớn người xem tại thời điểm phát sóng và được xưng danh thành "phim truyền hình quốc dân".

## Thể loại
Những thể loại nội dung của phim truyền hình Việt Nam bao gồm tâm lý xã hội, gia đình, lãng mạn, hài hước, chính luận, hành động, tuyên truyền, cổ trang và lịch sử. Trong khi các bộ phim sản xuất tại miền Bắc chủ yếu tập trung vào mảng chính luận thì các bộ phim sản xuất tại miền Nam lại xoay quanh nội dung lãng mạn, hài hước. Số bộ phim truyền hình do nhà nước đặt hàng sản xuất thường là phim tuyên truyền và lịch sử. Trong những năm gần đây, phim truyện truyền hình Việt Nam đều tập trung vào khai thác thể loại tình cảm và gia đình. Dòng phim Việt hóa tác phẩm nước ngoài cũng trở nên nở rộ và thu hút ý kiến trái chiều từ khán giả.

## Phạm vi phổ biến
Nhiều bộ phim truyền hình Việt Nam đến nay mới chỉ được sản xuất và phục vụ chủ yếu ở phạm vi khán giả trong nước, tuy nhiên một số phim hợp tác giữa các quốc gia cũng được phát sóng và quảng bá tại nhiều nơi trên thế giới. Năm 2003, Đất phương Nam đã trở thành bộ phim truyền hình đầu tiên được xuất khẩu và phát hành DVD tại Mỹ. Đến năm 2016, Công ty cổ phần truyền thông đa phương tiện Lasta là đơn vị sản xuất tiên phong tại Việt Nam xuất khẩu các bộ phim truyện truyền hình sang Myanmar.